# كيكلافين
بلدية صقلابييّن أو (نقحرة: كيكلافين) (بالإسبانية: Ceclavín)‏، هي بلدية تقع في مقاطعة قصرش والتي تقع في منطقة إكستريمادورا، غرب إسبانيا.
يبلغ عدد سكانها 2.189 نسمة وفقاً لإحصائية سنة (2002).